# Gmina Olive (Iowa)

Położenie Gminy Olive w hrabstwie Clinton

Gmina Olive (ang. Olive Township) – gmina w USA, w stanie Iowa, w hrabstwie Clinton. Według danych z 2000 roku gmina miała 846 mieszkańców, a jej powierzchnia wynosi 108,14 km².